# Morning NEO -SUNNY-
『SUNNY』（サニー）は、2015年10月1日から2018年3月30日までRadio NEOで放送されていたラジオ番組。番組名は2017年9月まで『Morning NEO -SUNNY-』（モーニング・ネオ -サニー-）だった。
当ページでは、かつて放送されていた同一タイトルの『Morning NEO -GAYA-』とはコンセプト等が異なるため、別々に扱う。

## 概要
2015年10月1日のRadio NEOへの改称前に放送されていた事実上の前番組『DELITE BRUNCH』のコンセプトにバラエティ要素を加える形で放送開始。
選曲はリクエスト中心で選曲されていること・視聴者の対象を日本人に定めていること・地域情報を中心とした構成になっていることなど『DELITE BRUNCH』のコンセプトを全体的に引き継いでいる部分が多いが、「Shout The TOMOKO」・「FreeKick Music」などのバラエティ要素が加えられたコーナーが取り入れられるようになり、一方で「LOVE GRAMPUS」等の地元チームのコーナーが無くなるなどの変更点があった。
2016年7月に本田が降板したことによりパーソナリティが日替わり制になり、内容も大幅に変更されたため、本田時代の名残は殆ど無くなり、さらに2017年2月からのリニューアルで完全に無くなった。また、それと同時に『DELITE BRUNCH』から続いていたアナウンサーによるパーソナリティ枠が消滅した。
2016年10月の改編で放送時間が1時間繰り上げ・「PSA」放送による時間短縮で10:00 - 11:56に変更となり、さらに2017年10月の改編からは放送時間が更に1時間繰り上げ・1時間拡大の11:00 - 13:56に変更。また、これと同時に番組名から「Morning NEO」の名が外れて「SUNNY」へ変更となったため、事実上『Morning NEO』は消滅することにもなった。
2018年4月の大型改編で番組終了することとなり、約2年半の放送に幕を閉じた。これにより、Radio NEOへの改称時に放送開始した番組（フィラー番組を除く）の全てが終了した。
終了後の後枠として当番組の裏番組であったキー局制作の『Tokyo Brilliantrips』が2018年4月から2019年6月の番組終了時までネット放送されていた。この番組は改称時に当時の東京本局（キー局）と支局（ネット局）で番組の方向性を統一するために、東京本局が同時開始した地域情報番組であったが、このネット放送開始でその役割を果たさなくなっていた。

## 放送時間

### 過去
- 毎週月曜 - 金曜 11:00 - 13:56（2017年10月2日[4] - 2018年3月30日[3]）
- 毎週月曜 - 金曜 10:00 - 11:56（2016年10月3日[5] - 2017年9月29日[4]）
- 毎週月曜 - 金曜 9:00 - 11:00（2015年10月1日 - 2016年9月30日）

## パーソナリティ
2016年7月4日放送分から番組終了時まで「SUNNY GIRLS」と呼ばれるモデル・歌手などが日替わりでパーソナリティを務めていた。
2017年10月2日からは3度目のリニューアルを行い、それと同時に火曜・金曜のパーソナリティが交代し、3代目の「SUNNY GIRLS」がパーソナリティを担当。金曜は月曜担当の渡辺実沙が兼任していた。
- 3代目SUNNY GIRLS
  - 月曜・金曜：渡辺実沙（1代目から継続、2016年7月4日[6] - 2018年3月30日[7]）
  - 火曜：池岡星香（2017年10月3日[8] - 2018年3月27日）
  - 水曜：水城あやの（2代目から継続、2017年2月1日[9] - 2018年3月28日[10]）
  - 木曜：木下ミシェル（2代目から継続、2017年2月2日[11] - 2018年3月29日[12]）

### 過去
- 彦坂まなみ（1・2代目SUNNY GIRLS 火曜担当、2016年7月5日[13] - 2017年9月26日[14]）
- 佐藤あかり（1代目SUNNY GIRLS 水曜担当[15]、2016年7月6日[16] - 2017年1月24日[17][注 1]）
- 鳥居ゆか（1代目SUNNY GIRLS 木曜担当[15]、2016年7月7日[18] - 2017年1月26日[19]）
- 宮田沙紀（1代目SUNNY GIRLS 金曜担当[15]、2016年7月8日[20] - 2017年1月27日[21]）
- 古田衣美（2代目SUNNY GIRLS 金曜担当、2017年2月3日[22] - 2017年9月29日[23]）
- 本田朋子（2015年10月1日[24] - 2016年7月1日[25]）
- NORRI（サポートパーソナリティ、2016年7月4日[6] - 9月30日[26]）

#### ピンチヒッター・レポーター
- 高木春菜[27]（元Radio NEOアナウンサー。2015年10月の毎週水曜にNEO Toreのレポーターとして、2016年2月11日のピンチヒッターとして出演[28]、2016年3月～5月まではスポンサー・インフォメーションコーナーに出演（事前収録））
- 佐野瑛厘（2016年5月24日放送でレポーターとして出演（事前収録））

## タイムテーブル

### 過去
2017年2月 - 9月
- 10:00 オープニング
- 10:05 メッセージテーマ発表・メッセージ紹介
- 10:15 Entertainment News
- 10:30 Sunny Weather Information
- 10:35 NEO Favo
- 10:45 メッセージ紹介
- 11:05 NEO Search
- 11:15 メッセージ紹介
- 11:30 SUNNY ROOM'S（ゲスト登場時のみ）
- 11:35 リクエスト・メッセージ紹介
- 11:53 エンディング

2016年10月 - 2017年1月
- 10:00 オープニング
- 10:10 Area Research
- 10:20 Daily Headliner
- 10:30 メッセージ紹介
- 10:40 Daily Ranking
- 10:50 メッセージ紹介
- 10:56 東海地方の天気予報
- 10:58 メッセージ紹介
- 11:00 11時台オープニング
- 11:05 メッセージ紹介
- 11:15 NEO Tore
- 11:25 メッセージ紹介
- 11:30 NEO.jp（ゲスト非登場時のみ）、NEO.jp ArtistQuestion（ゲスト登場時のみ）
- 11:35 リクエスト・メッセージ紹介
- 11:53 エンディング
- 11:55 NORRI's KITCHENとのクロストーク

2016年7月 - 9月
- 9:00 オープニング
- 9:08 メールテーマ・メッセージテーマ発表
- 9:10 Area Research
- 9:20 Daily Headliner
- 9:30 メッセージ紹介
- 9:45 DE DO DO DO DE DA DA DA
- 9:57 東海地方の天気予報
- 10:00 10時台オープニング
- 10:05 メッセージ紹介
- 10:10 NEO Tore! 795
- 10:20 メッセージ紹介
- 10:30 NEO.jp（ゲスト非登場時のみ）、NEO.jp ArtistQuestion（ゲスト登場時のみ）
- 10:35 リクエスト・メッセージ紹介
- 10:57 エンディング

2016年4月 - 2016年6月
- 9:00 日めくり朋子
- 9:01 オープニング・メールテーマ発表
- 9:10 Area Research
- 9:18 東海地方の天気予報
- 9:20 Music Selection
- 9:35 メッセージ紹介
- 9:45 すぽんると！
- 10:00 メッセージ紹介
- 10:10 NEO Tore
- 10:20 メッセージ紹介
- 10:30 Today's Guest（ゲスト登場時のみ）
- 10:57 エンディング

2015年10月 - 2016年3月
- 9:00 オープニング・メールテーマ発表
- 9:10 Area Research
- 9:19 東海地方の天気予報
- 9:22 Music Selection
- 9:35 メッセージ紹介
- 9:45 「Shout The TOMOKO」のコーナー告知
- 10:00 Shout the TOMOKO
- 10:10 NEO Tore
- 10:20 メッセージ紹介
- 10:30 Today's Guest（ゲスト登場時のみ）
- 10:57 エンディング

10時台には「FreeKick Music」というコーナーがあったが、時間が毎回異なったり休止になる場合があるため、上記には記載しない。

また、2015年10月 - 2016年3月まではCM枠が9:20・10:20になっていたが、2016年4月 - 9月は9:30・10:30、2016年10月以降は10:30・11:30変更された。

## コーナー

### 過去
- 朋子のお悩み相談室
- Shout The TOMOKO
- 日めくり朋子

番組オープニング開始前の1分程度のコーナー。本田が毎日オリジナルの格言を作り、それを読み上げるというもので、主に内容は本田自身が体験した出来事や思ったことが中心となっている。読み上げた物を本田自身が紙に書き上げたものが番組ブログに掲載されており、最終的に365日溜まった時点で、その紙で日めくりカレンダーを作成し、リスナーにプレゼントする予定であったが、完成前に本田が降板することになったため、途中までのものがリスナーにプレゼントされた。
- Music Selection

日替わりのテーマに沿って選曲した楽曲・リクエストを流す。
月曜「Artist特集」、火曜「Legend特集」、水曜「Request特集」、木曜「Billboard特集」、金曜「New Album特集」という様にテーマが決められている。
- すぽんると！

毎日一つのテーマに沿ってスポーツニュースを紹介する。コーナー名はかつて本田がフジテレビアナウンサー時代に出演していた番組『すぽると!』が由来となっている。
- NEO Tore
- FreeKick Music

- Area Research

東海エリアで開催されるイベントやその他の情報を1つ紹介する。場合によってはイベント等の担当者がゲストで登場する場合もある。
- Daily Headliner

- DE DO DO DO DE DA DA DA

- NEO Tore! 795

- NEO.jp

- Today's Guest

## ゲスト
番組ブログ、Radio NEO ゲスト情報、SUNNY 公式Twitterを元に更新。特に記載がない場合は生出演。

### 本田朋子時代
2015年
- 10月1日：うじきつよし（子供ばんど、コメント出演）
- 10月6日：SPECIAL OTHERS（芹澤"REMI"優真、又吉"SEGUN"優也のみ）
- 10月13日：アンジュルム（福田花音、竹内朱莉、田村芽実、室田瑞希のみ）
- 10月15日：BRIDGET（MASA、HAYATOのみ）、グッドモーニングアメリカ（金廣真悟、ペギのみ、FreeKick Musicのコーナーに出演）
- 10月21日：楢﨑正剛（名古屋グランパス）
- 10月23日：cinema staff（飯田瑞規、辻友貴のみ）
- 10月28日：安岡優（ゴスペラーズ、コメント出演）
- 10月29日：04 Limited Sazabys（事前収録）
- 10月30日：a flood of circle（佐々木亮介のみ）
- 11月2日：牧野由依（コメント出演）
- 11月3日：斉藤和義（コメント出演）
- 11月4日：松室政哉
- 11月5日：斉藤利菜
- 11月9日：chouchou merged syrups.（川戸千明のみ）
- 11月10日：あゆみくりかまき（コメント出演）
- 11月12日：野田愛実
- 11月13日：中田裕二、木根尚登
- 11月16日：吉川友
- 11月17日：宇宙まお（事前収録）
- 11月19日：サンドクロック
- 11月24日：蘭寿とむ（事前収録）
- 11月26日：堂島孝平
- 11月27日：レキシ（コメント出演）
- 12月1日：The Cheserasera（宍戸翼のみ）
- 12月2日：中村中
- 12月3日：桐嶋ノドカ
- 12月5日：KUNI（コメント出演）
- 12月7日：HIPPY（コメント出演）
- 12月8日：山田将司（THE BACK HORN）
- 12月10日：MASH
- 12月11日：藤巻亮太
- 12月14日：森勇人（名古屋グランパス、FreeKick Musicのコーナーに出演）
- 12月15日：楢﨑正剛（名古屋グランパス、FreeKick Musicのコーナーに出演）
- 12月16日：青木カズロー
- 12月23日：MAG!C☆PRINCE
- 12月30日：CHIO（THE MUSMUS、事前収録）

2016年
- 1月8日：花岡なつみ
- 1月13日：浜田麻里
- 1月18日：こぶしファクトリー（藤井梨央、広瀬彩海、野村みな美のみ）
- 1月19日：paris match
- 1月20日：谷村詩織（事前収録）
- 1月21日：ADAM at（タマスケアットのみ）
- 1月22日：Juliet
- 1月25日：PUSHIM
- 1月29日：Juice=Juice（コメント出演）
- 2月1日：怒髪天（増子直純のみ）
- 2月3日：SA（TAISEIのみ、コメント出演）
- 2月4日：斉藤利菜（事前収録）
- 2月5日：山崎あおい
- 2月8日：CLIFF EDGE
- 2月12日：藤原さくら
- 2月15日：go!go!vanillas（長谷川プリティ敬祐、ジェットセイヤのみ）
- 2月17日：臼澤みさき
- 2月18日：ヒトリエ（wowaka、シノダのみ、事前収録）
- 2月19日：I Don't Like Mondays.
- 2月22日：GRAPEVINE（田中和将のみ）
- 2月23日：LGYankees（コメント出演）
- 2月24日：Silent Siren（梅村妃奈子、山内あいなのみ）
- 2月25日：筋肉少女帯（大槻ケンヂのみ、コメント出演）
- 2月26日：KAN
- 2月29日：中川晃教
- 3月1日：家入レオ（事前収録）
- 3月2日：luz、Kradness
- 3月3日：吉澤嘉代子（事前収録）
- 3月4日：吉田山田（コメント出演）
- 3月7日：ソナーポケット（事前収録）
- 3月8日：Swimy
- 3月10日：カントリー・ガールズ（山木梨沙、稲場愛香のみ）
- 3月11日：サンドクロック
- 3月14日：藍井エイル
- 3月15日：シクラメン（コメント出演）
- 3月16日：ななみ
- 3月17日：MAY'S（片桐舞子のみ、コメント出演）、BURNOUT SYNDROMES
- 3月18日：藤巻亮太
- 3月22日：KIRA
- 3月23日：あゆみくりかまき
- 3月24日：Schroeder-Headz
- 3月25日：HOWL BE QUIET
- 3月28日：04 Limited Sazabys
- 3月29日：Equal
- 4月4日：白波多カミン
- 4月5日：SOIL&"PIMP"SESSIONS（社長のみ、事前収録）
- 4月6日：空きっ腹に酒（コメント出演）
- 4月13日：MILLEA
- 4月19日：織田かおり
- 4月20日：CHIHIRO
- 4月21日：近藤晃央
- 4月22日：モーニング娘。’16（鈴木香音、佐藤優樹、牧野真莉愛のみ）
- 4月25日：Jam9
- 4月26日：Leola
- 4月27日：石崎巧（三菱電機ダイヤモンドドルフィンズ名古屋、FreeKick Musicのコーナーに出演）
- 4月28日：EARNIE FROGs
- 4月29日：DISH//（TAKUMI、To-iのみ、コメント出演）
- 5月2日：ココロオークション
- 5月3日：我那覇美奈（事前収録）
- 5月4日：住岡梨奈（事前収録）
- 5月6日：MAG!C☆PRINCE（西岡健吾、大城光、永田薫、阿部周平のみ）
- 5月11日：ISAAC
- 5月12日：新里由香（コメント出演）、水尾衣里（名城大学教授）、PaniCrew（佐々木洋平のみ）
- 5月16日︰くるり（コメント出演）
- 5月17日︰家入レオ
- 5月18日：ラックライフ（コメント出演）
- 5月20日：ZYUN.
- 5月23日：ロッカジャポニカ
- 5月24日：鈴木英敬（三重県知事、電話出演）、松山禎利、吉田公夫（第三銀行）
- 5月25日：ポタリ
- 5月30日：ファンキー加藤（事前収録）
- 5月31日：大江千里、ROOT FIVE
- 6月1日：黒猫チェルシー（渡辺大知のみ、事前収録）
- 6月3日：Yup'in
- 6月7日：加藤和樹（事前収録）
- 6月8日：アサダアツシ
- 6月21日：平井大（事前収録）
- 6月22日：松ヶ下宏之
- 6月23日：Gacharic Spin（F チョッパー KOGA、オレオレオナのみ）
- 6月24日：ASH DA HERO
- 6月27日：lyrical school（ayaka、minan、em、amiのみ）
- 6月28日：BLACK YAK.（事前収録）
- 6月29日：GAKU MC
- 6月30日：超新星（ユナクのみ）

### 1代目SUNNY GIRLS時代
2016年
- 7月18日：Rhythmic Toy World（内田直孝のみ、事前収録）
- 7月22日：LILI LIMIT（事前収録）
- 7月27日：こぶしファクトリー（藤井梨央、田口夏実、和田桜子のみ、事前収録）
- 7月28日：空きっ腹に酒（事前収録）
- 7月29日：THE SUPER BALL（事前収録）
- 8月1日：ORANGE RANGE（HIROKI、RYO、YOHのみ、コメント出演）
- 8月5日：ななみ（コメント出演）
- 8月8日：チャオ ベッラ チンクエッティ（事前収録）
- 8月10日：上間綾乃（コメント出演）
- 8月11日：髭の須藤寿（コメント出演）
- 8月12日：UNIONE（コメント出演）
- 8月16日：FUKI（コメント出演）
- 8月17日：WHITE ASH（のび太のみ、コメント出演）
- 8月18日：THE イナズマ戦隊（上中丈弥のみ、コメント出演）
- 8月23日：Chu's day.（事前収録）
- 8月24日：吉澤嘉代子（コメント出演）
- 8月25日：Chairmans（コメント出演）
- 8月30日：Lenny code fiction（コメント出演）
- 9月8日：HIPPY（コメント出演）
- 9月9日：Gacharic Spin（FチョッパーKOGA、まいのみ、コメント出演）
- 9月15日：Sky’s The Limit（コメント出演）
- 9月19日：カントリー・ガールズ（山木梨沙、森戸知沙希のみ、事前収録）
- 9月20日：イトヲカシ（コメント出演）
- 9月23日：plenty（江沼郁弥のみ、コメント出演）
- 9月26日：ミソッカス（デストロイはるきち、ノブリルのみ、コメント出演）
- 9月29日：セプテンバーミー（ドイヒロト、事前収録）
- 10月5日：Age Factory（清水エイスケのみ）
- 10月7日：THE BOHEMIANS（平田ぱんだ、ビートりょうのみ）
- 10月12日：関取花
- 10月14日：バクステ外神田一丁目（広沢麻衣、もえのあずきのみ）
- 10月20日：ハシグチカナデリヤ hugs The Super Ball

2017年

### 2代目SUNNY GIRLS時代
2017年
- 2月1日〜3日：いかさん（コメント出演）
- 2月7日：THREE LIGHTS DOWN KINGS、塩ノ谷早耶香（事前収録）
- 2月8日：塩ノ谷早耶香（事前収録）
- 2月9日：八神純子（コメント出演）
- 2月10日：メロディー・チューバック

## エピソード
- 番組参加手段としてメール以外にTwitterでもハッシュタグ「#ネオサニ」で受け付けており、こちらも紹介する場合もあるが、2016年5月に「Morning NEO」としてのアカウントが作成されるまでの間は前番組の『DELITE BRUNCH』同様に番組アカウントは存在しなかった。
- 番組サイト・radikoのタイムテーブル等では「Morning NEO -SUNNY-」と記載されているが、本田時代は番組内で「Radio NEO -SUNNY-」と発言しており、また番組ジングルも同じ物を発言するなど統一されて無かったが、SUNNY GIRLS時代からは「Morning NEO -SUNNY-」に全て統一された。
- 2015年10月1日の放送で「FreeKick Music」のコーナー中に10時43分頃から約15秒間、突然に曲の再生が停止して無音状態になるということがあった。その後、本田のお詫びとともに停止した楽曲は掛け直さず、別の楽曲を流すという形でコーナーは終了した。
- 2016年2月8日の放送で番組開始時に誤って「-GAYA-」のジングルが数秒流された後、そのままBGMも流された状態で番組が進行するということがあった。その後、番組内ではこの事に関しては一切触れておらず通常進行された。
- 2016年2月11日に放送では、仕事の関係上出演できない本田の代わりに、前番組の『DELITE BRUNCH』を担当していた高木春菜がピンチヒッターとして出演した。また、ほとんどのコーナーは通常進行されたが、「Shout The TOMOKO」のみ「Shout The HARUNA」という高木の声に差し替えたジングルが使用された。その翌日12日のオープニングでは、スタッフから通常の5倍の量のメールが送られてきたというエピソードが紹介され、本田が驚くシーンがあった。
- 2016年2月14日の放送では、「Morning NEO GAYA & SUNNY, TOGETHER OF THE YEAR!」と題して『-GAYA-』との初の合体放送を行った。当日は本田がNORRIとのツインでパーソナリティを務めた他、『-GAYA-』共に全てのコーナーが中止となり、その代わりに当日（現地時間では前日夜）に開催されるグラミー賞の予想アーティストの紹介などが中心となった。 また、10時から特別番組（東京本局製作）を放送する関係上、通常よりも放送が1時間短縮する形になった。
- 2016年5月24日の放送では「Morning NEO -SUNNY- 伊勢志摩スペシャル supported by 第三銀行」と題し、同月26日から開催される「伊勢志摩サミット」の開催地である三重県志摩市を特集する特別編成で、第三銀行がスポンサーとなる形で放送された。番組内では「Music Selection」以外のコーナーは行われたが、いずれも伊勢市に関連する話題などを取り上げるのみだった[注 3]。また、9時台には三重県知事の鈴木英敬が登場し、県のアピールを行うなど番組の目的中心の構成だったが、10時台はスポンサーである第三銀行の担当者が出演するなど宣伝要素が強めの内容になっていた。
- 本田時代から長期に渡ってミキサー室が一体の第二スタジオから放送されていたが、2016年10月の編成から第一スタジオに変更され、更に2017年1月30日からは再びスタジオが変更となり、ミキサー室とスタジオが別々になったため、完全にスタッフの声が入らなくなった。
- 2017年2月2日の放送は、番組開始に数秒間無音が続いた後に誤って「ラジポップ！ 2.5 シーズン2！」のジングルが数秒流されるということがあった。その後、番組のジングル音源が途中から流れ、ジングルに木下の声が被ったまま進行され一部聞き取りにくい部分があったが、こちらに関しても番組内では一切触れず、通常進行された。